# Charles Herold Jr.
Charles Herold Jr (nacido el 23 de julio de 1990 en Gonaïves, Haití) es un futbolista profesional de Haití, se desempeña en el terreno de juego como mediocampista ofensivo y su actual equipo es La Universidad O&M FC de la Liga Dominicana de Fútbol.

## Biografía
En 2006 debutó como jugador profesional con el equipo Tempête FC. Disputó la Copa Mundial de Fútbol Sub-17 de 2007 celebrada en Corea del Sur y en ese mismo año, fue escogido como el mejor jugador del Caribe. Entre 2009-2010 jugó en la liga de Campeones de la Concacaf con Tempête FC. También participó en la Copa de Oro en el 2013 con Haití y en las eliminatorias mundialistas de la Concacaf rumbo a Brasil 2014 como integrante de la Selección Mayor de Haití.
En 2015 pasó a ser jugador del Cibao FC de República Dominicana, ahí ha sido dos veces campeón de la Copa Dominicana de Fútbol (2015, 2016), subcampeón de la Liga Dominicana de Fútbol en 2016 y campeón en 2018, 2021 y 2022; también ha sido campeón de Caribe Campeonato de Clubes del Caribe de la CFU 2017. En este último Campeonato fue elegido Jugador más valioso o Balón de Oro.

## Trayectoria
| Club               | País                 | Año           |
| ------------------ | -------------------- | ------------- |
| Tempête FC         | Haití                | 2009–2014     |
| Cibao FC           | República Dominicana | 2015-2025     |
| Universidad O&M FC | República Dominicana | 2025-presente |

## Trayectoria internacional
Charles Herold Jr. Disputó la Copa Mundial de Fútbol Sub-17 de 2007 celebrada en Corea del Sur. Actualmente con la selección mayor de Haití utiliza el dorsal 10 del mismo y posee más de 10 goles internacionales.

## Vida personal
Para muchos en Haití, Charles Herold Jr. es caracterizado el mejor jugador de Haití.

## Embajador Adidas
Charles Herold Jr fue designado como representante de la marca Adidas en República Dominicana en el año 2017 hasta la actualidad.
Para Oswald Quintero, Encargado de Mercadeo de adidas en dicho país, Charles Herold, es un ejemplo de inspiración. “Nuestro nuevo representante de marca se distingue por un juego de excelentes pases a la hora precisa, un centrocampista ofensivo de primer nivel.” expresó.